# Martha Norelius
Martha Norelius (Estocolm, Suècia 1909 - Saint Louis, Estats Units 1955) fou una nedadora estatunidenca que destacà a la dècada del 1920.

## Biografia
Va néixer el 20 de gener de 1909 a la ciutat d'Estocolm, capital de Suècia. Filla del també nedador Charles Norelius, es traslladà amb la seva família als Estats Units, n'aconseguint-hi la nacionalitat. Es casà el 1930 amb el remer i medallista olímpic canadenc Joe Wright, Jr., i tingueren una filla.
Va morir el 25 de setembre de 1955 a Saint Louis, població situada a l'estat de Missouri, a conseqüència de les complicacions d'una operació de vesícula.

## Carrera esportiva
Als 15 anys, en els Jocs Olímpics d'Estiu de 1924 realitzats a París (França), va guanyar la medalla d'or en la prova dels 400 metres lliures, tot establint un nou rècord olímpic, i en la de relleus 4x100 metres lliures. En els Jocs Olímpics d'Estiu de 1928 realitzats a Amsterdam (Països Baixos) aconseguí revalidar els seus dos títols olímpics establint un nou rècord del món en la prova dels 400 metres lliures.
Notes
1. ↑  Algunes webs no donen Martha Norelius guanyadora de la medalla d'or en la prova dels relleus 4x100 metres lliures, si bé la web oficial del Comitè Olímpic Internacional si que ho fa 1.